# Chrīstos Kourfalidīs
Chrīstos Kourfalidīs (in greco Χρήστος Κουρφαλίδης?; Salonicco, 11 novembre 2002) è un calciatore greco, centrocampista del Cosenza e della nazionale Under-21 greca.

## Caratteristiche tecniche
È una mezzala dinamica e dotata tecnicamente, con ottime capacità atletiche e di corsa; per le sue caratteristiche è stato paragonato a Nicolò Barella. Duttile tatticamente, può essere impiegato anche come trequartista oppure, come nel periodo al Foggia, come quinto di centrocampo.

## Carriera

### Club
Kourfalidīs è stato ingaggiato dal Cagliari nel 2018, proveniente dal Makedonikos. Nell'estate del 2019 è stato ceduto in prestito al Foggia con cui ha debuttato il 22 settembre contro il Gravina in Serie D. Il 19 gennaio 2020 ha segnato il suo primo gol nel successo per 2-0 sulla Nocerina.
Rientrato a Cagliari, è stato promosso in Primavera, e al termine della stagione ha firmato il rinnovo del contratto fino al 2023. Il 15 dicembre 2021 ha debuttato in prima squadra nell'incontro di Coppa Italia vinto 3-1 contro il Cittadella; il 23 gennaio successivo, ha esordito in Serie A nel pareggio per 1-1 contro la Fiorentina. Il 2 marzo 2022, ha prolungato con i sardi fino al 2026. Dopo la retrocessione in Serie B, ha trovato maggior spazio lungo la stagione 2022-2023, giocando 25 incontri; ha segnato la sua prima rete fra i professionisti il 5 maggio 2023, contro il Perugia. Quindi, ha contribuito al ritorno immediato in massima serie dei sardi, ottenuto grazie al successo sul Bari nella finale dei play-off.
Il 1º settembre 2023, è stato ceduto in prestito per una stagione alla Feralpisalò, neopromossa in Serie B. Il 16 dicembre seguente, ha segnato la sua prima rete, decidendo il derby lombardo contro la Cremonese (1-0). Nonostante la retrocessione del club in Serie C al termine del campionato, colleziona 29 presenze e tre reti con i gardesani.
Il 1º agosto 2024 viene acquistato a titolo definitivo dal Cosenza, con cui firma un accordo biennale.

### Nazionale
Kourfalidis ha rappresentato la nazionale Under-21 greca.

## Statistiche

### Presenze e reti nei club
Statistiche aggiornate al 13 maggio 2025.
| Stagione        | Squadra         | Campionato      | Campionato | Campionato | Coppe nazionali | Coppe nazionali | Coppe nazionali | Coppe continentali | Coppe continentali | Coppe continentali | Altre coppe | Altre coppe | Altre coppe | Totale | Totale |
| Stagione        | Squadra         | Comp            | Pres       | Reti       | Comp            | Pres            | Reti            | Comp               | Pres               | Reti               | Comp        | Pres        | Reti        | Pres   | Reti   |
| --------------- | --------------- | --------------- | ---------- | ---------- | --------------- | --------------- | --------------- | ------------------ | ------------------ | ------------------ | ----------- | ----------- | ----------- | ------ | ------ |
| 2019-2020       | Foggia          | D               | 20         | 1          | CI-D            | 4               | 0               | -                  | -                  | -                  | -           | -           | -           | 24     | 1      |
| 2021-2022       | Cagliari        | A               | 2          | 0          | CI              | 2               | 0               | -                  | -                  | -                  | -           | -           | -           | 4      | 0      |
| 2022-2023       | Cagliari        | B               | 21+2       | 1          | CI              | 2               | 0               | -                  | -                  | -                  | -           | -           | -           | 25     | 1      |
| ago.-set. 2023  | Cagliari        | A               | 0          | 0          | CI              | 0               | 0               | -                  | -                  | -                  | -           | -           | -           | 0      | 0      |
| Totale Cagliari | Totale Cagliari | Totale Cagliari | 23+2       | 1          |                 | 4               | 0               |                    | -                  | -                  |             | -           | -           | 29     | 1      |
| set. 2023-2024  | Feralpisalò     | B               | 29         | 3          | CI              | -               | -               | -                  | -                  | -                  | -           | -           | -           | 29     | 3      |
| 2024-2025       | Cosenza         | B               | 24         | 0          | CI              | 1               | 0               | -                  | -                  | -                  | -           | -           | -           | 25     | 0      |
| Totale carriera | Totale carriera | Totale carriera | 96+2       | 5          |                 | 9               | 0               |                    | -                  | -                  |             | -           | -           | 107    | 5      |

### Cronologia presenze e reti in nazionale
| Cronologia completa delle presenze e delle reti in nazionale ― Grecia under 21 | Cronologia completa delle presenze e delle reti in nazionale ― Grecia under 21 | Cronologia completa delle presenze e delle reti in nazionale ― Grecia under 21 | Cronologia completa delle presenze e delle reti in nazionale ― Grecia under 21 | Cronologia completa delle presenze e delle reti in nazionale ― Grecia under 21 | Cronologia completa delle presenze e delle reti in nazionale ― Grecia under 21 | Cronologia completa delle presenze e delle reti in nazionale ― Grecia under 21 | Cronologia completa delle presenze e delle reti in nazionale ― Grecia under 21 |
| Data                                                                           | Città                                                                          | In casa                                                                        | Risultato                                                                      | Ospiti                                                                         | Competizione                                                                   | Reti                                                                           | Note                                                                           |
| ------------------------------------------------------------------------------ | ------------------------------------------------------------------------------ | ------------------------------------------------------------------------------ | ------------------------------------------------------------------------------ | ------------------------------------------------------------------------------ | ------------------------------------------------------------------------------ | ------------------------------------------------------------------------------ | ------------------------------------------------------------------------------ |
| 6-6-2022                                                                       | Achna                                                                          | Cipro under 21                                                                 | 3 – 0                                                                          | Grecia under 21                                                                | Qual. Europeo Under-21 2023                                                    | -                                                                              | 87’                                                                            |
| 11-6-2022                                                                      | Barcelos                                                                       | Portogallo under 21                                                            | 2 – 1                                                                          | Grecia under 21                                                                | Qual. Europeo Under-21 2023                                                    | -                                                                              | 61’                                                                            |
| 23-9-2022                                                                      | Białystok                                                                      | Polonia under 21                                                               | 0 – 1                                                                          | Grecia under 21                                                                | Amichevole                                                                     | -                                                                              | 62’                                                                            |
| 28-3-2023                                                                      | Atene                                                                          | Grecia under 21                                                                | 1 – 1                                                                          | Bielorussia under 21                                                           | Qual. Europeo Under-21 2025                                                    | -                                                                              | 68’                                                                            |
| 12-9-2023                                                                      | Andorra la Vella                                                               | Andorra under 21                                                               | 0 – 1                                                                          | Grecia under 21                                                                | Qual. Europeo Under-21 2025                                                    | -                                                                              | 46’                                                                            |
| 13-10-2023                                                                     | Tripoli                                                                        | Grecia under 21                                                                | 2 – 2                                                                          | Croazia under 21                                                               | Qual. Europeo Under-21 2025                                                    | -                                                                              | 60’                                                                            |
| 17-10-2023                                                                     | Guimarães                                                                      | Portogallo under 21                                                            | 2 – 0                                                                          | Grecia under 21                                                                | Qual. Europeo Under-21 2025                                                    | -                                                                              |                                                                                |
| 16-11-2023                                                                     | Tripoli                                                                        | Grecia under 21                                                                | 3 – 0                                                                          | Fær Øer under 21                                                               | Qual. Europeo Under-21 2025                                                    | -                                                                              | 46’                                                                            |
| 20-11-2023                                                                     | Tripoli                                                                        | Grecia under 21                                                                | 2 – 1                                                                          | Portogallo under 21                                                            | Qual. Europeo Under-21 2025                                                    | -                                                                              | 78’                                                                            |
| Totale                                                                         |                                                                                | Presenze                                                                       | 9                                                                              |                                                                                | Reti                                                                           | 0                                                                              |                                                                                |